# 突觸融合蛋白
突觸融合蛋白（英語：syntaxin)是膜嵌入蛋白Q-SNARE的一個家族，參與胞吐作用。

## 結構域
Syntaxin擁有一個C端穿膜結構域、一個SNARE結構域（名為H3）和一個N端的調控性結構域（Habc）。Syntaxin-17可能有兩個穿膜結構域。
- SNARE (H3) 結構域與突觸小泡蛋白（synaptobrevin）和SNAP-25结合，形成核心SNARE複合體。這種穩定的核心SNARE複合體被認為可以產生起始囊泡和細胞膜之間融合所需的自由能。 [3]
- N端的Habc結構域是由3個α螺旋所形成，當摺疊到其自身的H3 螺旋上時，會形成無活性的“關閉”Syntaxin構形。Syntaxin的這種閉合構形被認為透過結合Munc-18 (nSec1) 來穩定，儘管最近的數據表明 nSec1 也可能與 syntaxin 的其他構形結合。“開啟”Syntaxin構形是能夠形成核心SNARE複合體的構形。

## 功能

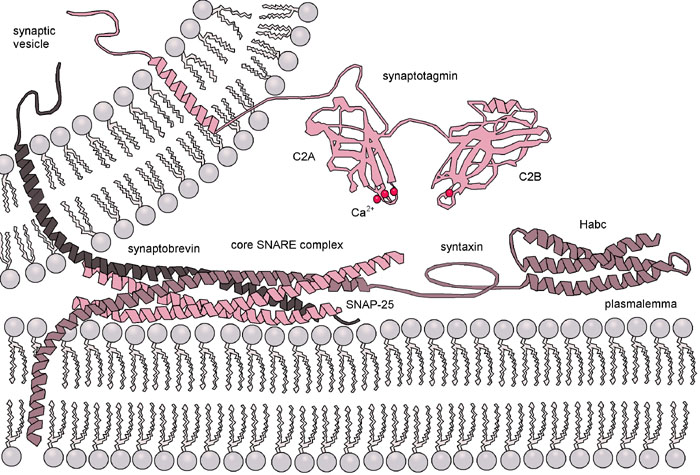
分子機械驅動神經傳導物質釋放的胞吐作用。核心 SNARE複合體由 synaptobrevin、syntaxin 和 SNAP-25 提供的四個α-螺旋形成，突觸結合蛋白（synaptotagmin）充當 Ca ^{2+}感測器並密切地調節 SNARE的聚合。

活體外的syntaxin本身就足以驅動含有v-SNARE突觸囊泡的自發性非鈣依賴性融合。 
最近有些爭議的電流式分析數據表明，Syntaxin-1A 的穿膜結構域可能構成胞吐作用中融合孔（fusion pore）的一部分。 

## 結合
Syntaxin以鈣依賴性結合突觸結合蛋白（synaptotagmin），並透過C 端的H3結構域與電壓閘控型的鈣離子和鉀離子通道交互作用。直接的Syntaxin-通道交互作用是一個適合的分子機制，用於在突觸前軸突終紐去極化時，融合機械（fusion machinery）與鈣離子輸入通道的接近。
已知 Sec1/Munc18 蛋白家族會與Syntaxin結合並調節Syntaxin機械。 Munc18-1 透過兩個不同的位點與 Syntaxin-1A 結合，這兩個位點被稱為N端結合和“關閉”構形，後者包含了中心的Habc結構域和SNARE 核心結構域。 Munc18-1結合到 Syntaxin-1的N端被認為會促進 Syntaxin-1與另一個SNARE 的相互作用，而結合到 Syntaxin-1的“關閉”構形被認為是抑制性的。
最近公布的數據顯示，被選擇性剪切、缺乏穿膜結構域的Syntaxin-1B（STX1B）位於細胞核中。

## 基因
編碼Syntaxin的人類基因包括：
- STX1A, STX1B, STX2, STX3, STX4, STX5, STX6, STX7, STX8 ,
- STX10 、 STX11 、 STX12 、 STX16 、 STX17 、 STX18 、 STX19

## 外部鏈結
- 醫學主題詞表（MeSH）：Syntaxin